# Malouetia guatemalensis
Malouetia guatemalensis là một loài thực vật có hoa trong họ La bố ma. Loài này được (Müll.Arg.) Standl. mô tả khoa học đầu tiên năm 1925.